# 陳特楚
陳特楚，SBS，MH，JP（1945年9月17日—），是一名香港政治人物，前中西區區議會議員。

## 背景
陳特楚早年就讀聖類斯中學，後來赴加拿大麥吉爾大學修讀生物化學系碩士學位。他在2004至2011年任中西區區議會主席，曾為自由黨員和自由黨選委會主席，已退黨。

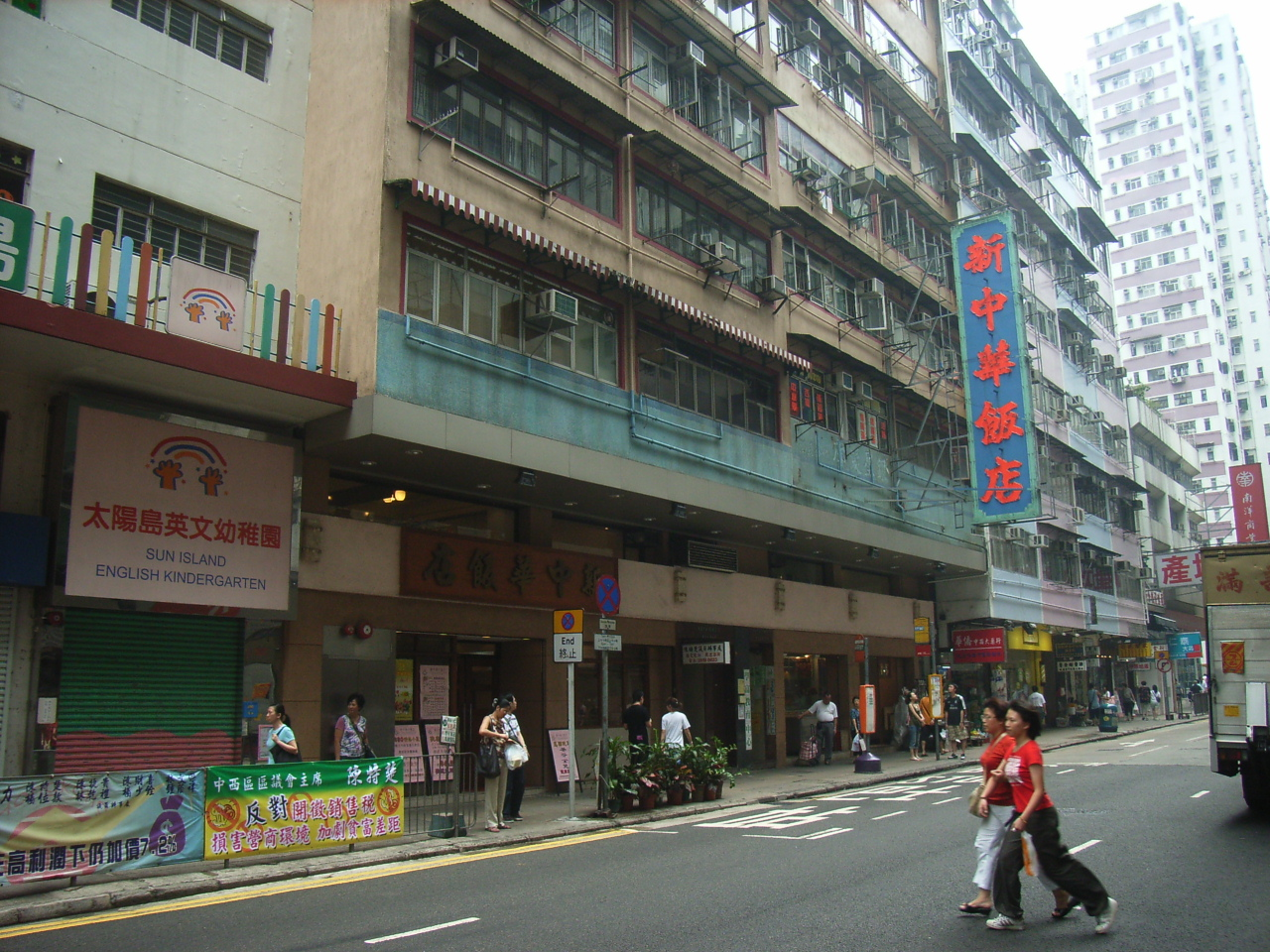
陳特楚區議員辦事處位於圖中的新中華飯店內。

在2007年香港區議會選舉中，陳特楚在無對手之下自動當選。
陳特楚的議員辦事處在香港西環卑路乍街56號1樓C室。 陳特楚也是新中華飯店公司董事。 
陳特楚主要關心的地區事務包括文化、康樂、食物、環境、衛生、交通、運輸。

## 參與區議會選舉
1988年香港區議會選舉，西環選區繼續吸引到三人參選，結果由無黨派人士陳特楚及無黨派人士王瑞黎打敗勵進會周演森當選。1991年香港區議會選舉，無黨派人士陳特楚及工聯會葉國謙打敗港同盟王瑞黎當選。選後的1992年葉國謙與其他親中人士創立民建聯，成為該黨元老之一。
1994年香港區議會選舉，原堅尼地城西及摩星嶺區議員陳特楚代表自由黨出選，對手是得到港同盟匯點共同推薦的陳國樑，最終陳特楚以1,681票擊敗陳國樑的1406票。
1999年香港區議會選舉、2003年香港區議會選舉及2007年香港區議會選舉，陳特楚連續三次自動當選，反映建制派及民主派都對西環選區未有太大興趣，而陳於2000年獲選為中西區區議會副主席，更於2004-2011年度獲選為中西區區議會主席，期間曾經退出及重新加入自由黨，但最終在2007年以無黨派身份參選，不過得到香港島各界聯合會支持，選舉時亦未有申報為該會顧問。
2011年香港區議會選舉，陳特楚不再尋求連任，交棒予民建聯張國鈞，其後民主黨派出於區內服務多年的莊榮輝爭奪此區議席。最終張以1655票，廿四票之微擊敗取得1631票的莊榮輝，成功替民建聯奪得議席，事後民主黨發現多名選民登記住址竟是區內已清拆的重建地盤，認為這是“種票”行為。

## 個人生活
陳特楚已婚，與妻子育有2名子女。